# La Bastide-des-Jourdans
La Bastide-des-Jourdans est une commune française située dans le département de Vaucluse, en région Provence-Alpes-Côte d'Azur.

## Géographie
Le bourg est à environ 16 kilomètres au nord-est de la ville principale du secteur, Pertuis. Le village est situé à 410 mètres d'altitude, et son territoire couvre une superficie totale d’environ 2 774 ha. Sur le plan des voies de communication, La-Bastide-des-Jourdans a été relativement avantagée. En effet, la portion d'itinéraire reliant Aix-en-Provence à Forcalquier et Manosque a déterminé son rôle d’étape, au confluent de l'Èze et du Ravin du Bois.

### Communes voisines et limitrophes

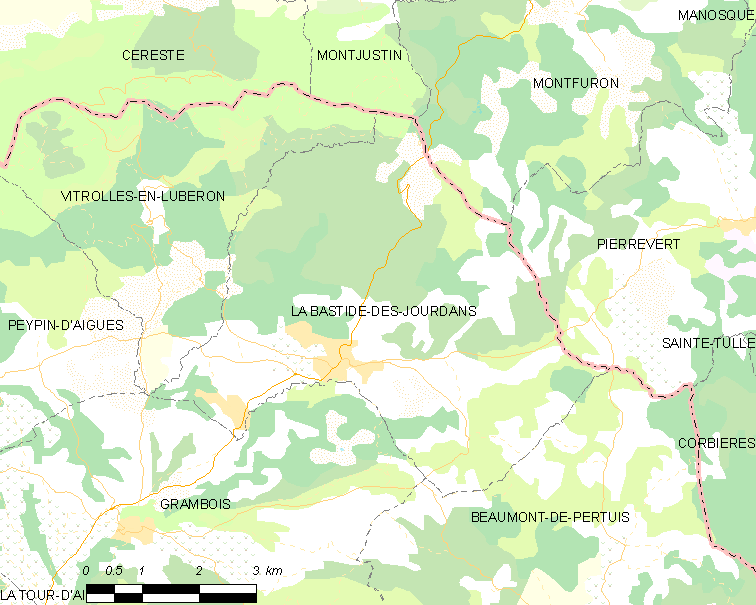
Carte de la commune.

### Voies de communication et transports

#### Voies routières
La route départementale 955 traverse la commune depuis Grambois au sud-ouest vers le nord-est tout en passant par le bourg.

#### Services autocars

##### Lignes départementales
Le village est desservi par une ligne départementale :
| Ligne | Tracé                                               |
| ----- | --------------------------------------------------- |
| 17.2  | Peypin-d'Aigues ↔ La Bastide-des-Jourdans ↔ Pertuis |

### Sismicité
Les cantons de Bonnieux, Apt, Cadenet, Cavaillon et Pertuis sont classés en zone Ib (risque faible). Tous les autres cantons du département de Vaucluse sont classés en zone Ia (risque très faible). Ce zonage correspond à une sismicité ne se traduisant qu'exceptionnellement par la destruction de bâtiments.

### Hydrographie
Le hameau de Notre-Dame, dont le prieuré est cité dès le XIVe siècle, a la particularité d'avoir un puits d'eau salée.

### Climat
Pour des articles plus généraux, voir Climat de Provence-Alpes-Côte d'Azur et Climat de Vaucluse.
En 2010, le climat de la commune est de type climat méditerranéen altéré, selon une étude du Centre national de la recherche scientifique s'appuyant sur une série de données couvrant la période 1971-2000. En 2020, Météo-France publie une typologie des climats de la France métropolitaine dans laquelle la commune est exposée à un climat méditerranéen et est dans la région climatique  Provence, Languedoc-Roussillon, caractérisée par une pluviométrie faible en été, un très bon ensoleillement (2 600 h/an), un été chaud (21,5 °C), un air très sec en été, sec en toutes saisons, des vents forts (fréquence de 40 à 50 % de vents > 5 m/s) et peu de brouillards. 
Pour la période 1971-2000, la température annuelle moyenne est de 12,7 °C, avec une amplitude thermique annuelle de 16,9 °C. Le cumul annuel moyen de précipitations est de 776 mm, avec 5,8 jours de précipitations en janvier et 2,9 jours en juillet. Pour la période 1991-2020, la température moyenne annuelle observée sur la station météorologique installée sur la commune est de 13,5 °C et le cumul annuel moyen de précipitations est de 698,1 mm. 
La température maximale relevée sur cette station est de 42,4 °C, atteinte le 28 juin 2019 ; la température minimale est de −12,3 °C, atteinte le 6 février 2012,,. 
| Mois                                  | jan.          | fév.           | mars            | avril         | mai            | juin          | jui.          | août          | sep.           | oct.            | nov.            | déc.           | année      |
| ------------------------------------- | ------------- | -------------- | --------------- | ------------- | -------------- | ------------- | ------------- | ------------- | -------------- | --------------- | --------------- | -------------- | ---------- |
| Température minimale moyenne (°C)     | 0,8           | 0,7            | 3,2             | 5,9           | 9,7            | 13            | 15,3          | 15,3          | 12             | 9               | 4,5             | 1,5            | 7,6        |
| Température moyenne (°C)              | 5,5           | 6,1            | 9,3             | 12            | 16,1           | 20,1          | 22,8          | 22,6          | 18,3           | 14,3            | 9,1             | 5,9            | 13,5       |
| Température maximale moyenne (°C)     | 10,1          | 11,5           | 15,3            | 18,1          | 22,5           | 27,2          | 30,3          | 29,9          | 24,7           | 19,6            | 13,7            | 10,4           | 19,4       |
| Record de froid (°C) date du record   | −9,8 30.01.05 | −12,3 06.02.12 | −9,4 01.03.05   | −4,1 03.04.22 | 0,2 06.05.1991 | 4 06.06.1989  | 7,5 17.07.00  | 6,9 28.08.11  | 1,7 29.09.1993 | −3,2 30.10.1997 | −7,6 23.11.1988 | −10,2 30.12.05 | −12,3 2012 |
| Record de chaleur (°C) date du record | 21,5 28.01.08 | 23,6 27.02.19  | 25,8 17.03.1997 | 28,8 29.04.05 | 32,9 24.05.09  | 42,4 28.06.19 | 37,8 17.07.05 | 39,4 23.08.23 | 33,8 04.09.23  | 30,6 02.10.1997 | 23,2 07.11.15   | 20,6 31.12.21  | 42,4 2019  |
| Précipitations (mm)                   | 56,3          | 38,8           | 40,2            | 67,7          | 59,9           | 43,6          | 25,9          | 40,4          | 89,4           | 82,2            | 94,8            | 58,9           | 698,1      |

| Diagramme climatique                                  |             |             |             |             |            |              |              |            |           |             |             |
| J                                                     | F           | M           | A           | M           | J          | J            | A            | S          | O         | N           | D           |
| 10,10,856,3                                           | 11,50,738,8 | 15,33,240,2 | 18,15,967,7 | 22,59,759,9 | 27,21343,6 | 30,315,325,9 | 29,915,340,4 | 24,71289,4 | 19,6982,2 | 13,74,594,8 | 10,41,558,9 |
| Moyennes : • Temp. maxi et mini °C • Précipitation mm |             |             |             |             |            |              |              |            |           |             |             |

Les paramètres climatiques de la commune ont été estimés pour le milieu du siècle (2041-2070) selon différents scénarios d'émission de gaz à effet de serre à partir des nouvelles projections climatiques de référence DRIAS-2020. Ils sont consultables sur un site dédié publié par Météo-France en novembre 2022.

## Urbanisme

### Typologie
Au 1er janvier 2024, La Bastide-des-Jourdans est catégorisée bourg rural, selon la nouvelle grille communale de densité à sept niveaux définie par l'Insee en 2022.
Elle est située hors unité urbaine et hors attraction des villes,.

### Occupation des sols
L'occupation des sols de la commune, telle qu'elle ressort de la base de données européenne d’occupation biophysique des sols Corine Land Cover (CLC), est marquée par l'importance des forêts et milieux semi-naturels (59,3 % en 2018), une proportion sensiblement équivalente à celle de 1990 (59,5 %). La répartition détaillée en 2018 est la suivante : 
forêts (55,9 %), zones agricoles hétérogènes (31,1 %), cultures permanentes (5,4 %), zones urbanisées (4,2 %), milieux à végétation arbustive et/ou herbacée (3,4 %). L'évolution de l’occupation des sols de la commune et de ses infrastructures peut être observée sur les différentes représentations cartographiques du territoire : la carte de Cassini (XVIIIe siècle), la carte d'état-major (1820-1866) et les cartes ou photos aériennes de l'IGN pour la période actuelle (1950 à aujourd'hui).

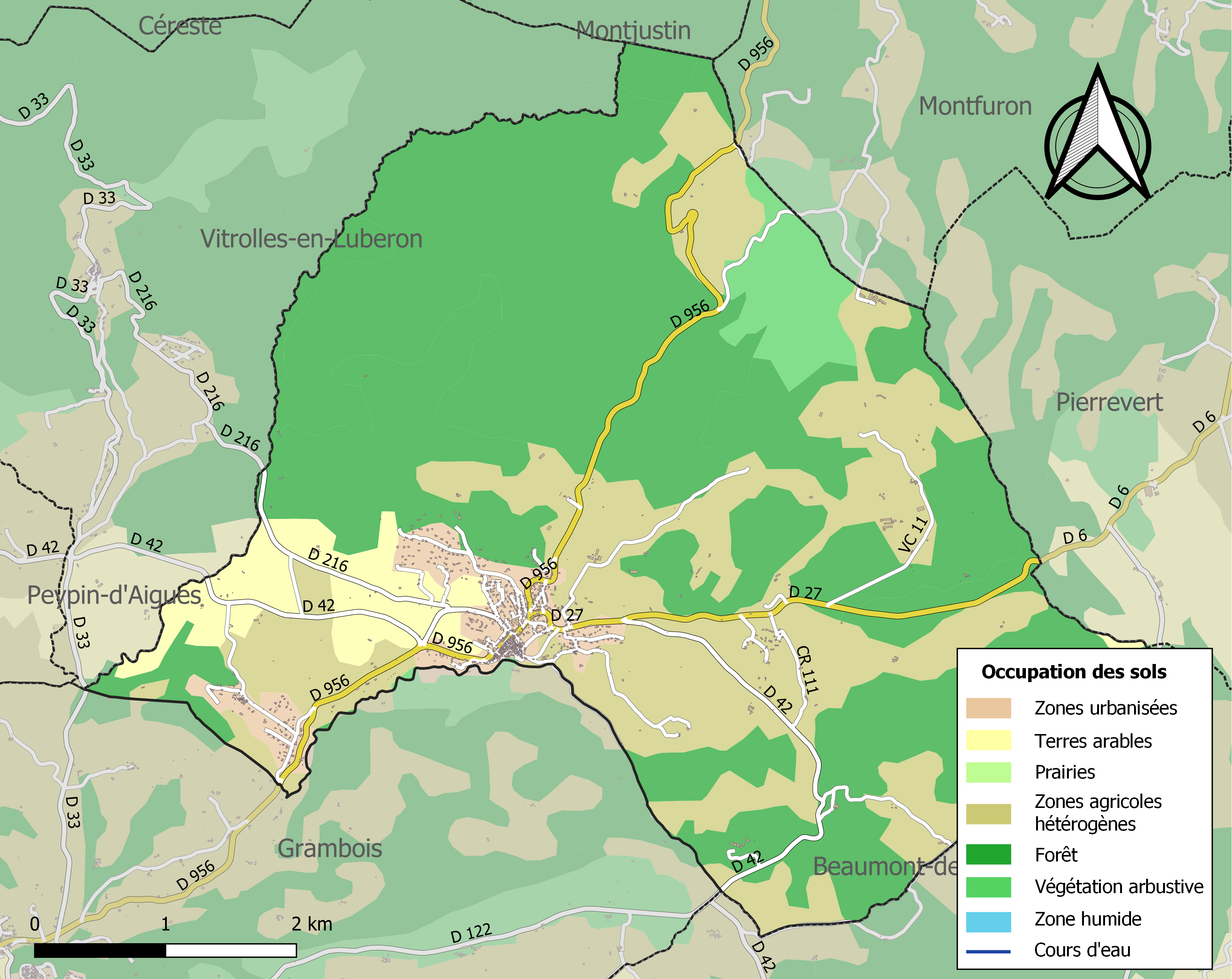
Carte des infrastructures et de l'occupation des sols de la commune en 2018 (CLC).

### Morphologie urbaine

#### Répartition des sols
La répartition des sols de la commune est la suivante (donnée pour un total de) :
| Type d'occupation | Pourcentage | Superficie (en hectares) |
| ----------------- | ----------- | ------------------------ |
| Zones urbaines    | 3,03 %      | 83,40                    |
| Zones agricoles   | 49,69 %     | 871,07                   |
| Zones naturelles  | 65,35 %     | 1 800,37                 |
| Total             | 100 %       | 2 755,06                 |

Les zones naturelles sont principalement formées par les forêts méditerranéennes couvrant le petit Luberon. Les zones agricoles sont formées de vergers de fruitiers (oliviers, amandiers, etc.), des champs de lavandin et des vignes (AOC Côtes du Luberon).

## Toponymie
À l'origine, domaine agricole dont la dénomination s'amplifie du patronyme Jourdan (des frères Pierre et Guillaume Jourdan, chevaliers, qui y construisirent la première maison forte Bastida). Le plus ancien texte indique Bastida Jordanorum.

## Histoire

### Préhistoire et Antiquité
Aucun vestige d'occupation préhistorique n'a été répertorié à ce jour[Quand ?] sur la commune. Par contre, la découverte de mosaïques et d'un fut de colonne épigraphique peut laisser supposer l'existence d'une villa gallo-romaine tandis que celle d'une borne milliaire indique la présence d'une voie romaine.

### Moyen Âge
Le plus ancien site connu est Saint-Pierre de Pomerol qui appartenait, en 1027, aux chanoines du chapitre de Notre-Dame des Doms à Avignon. Ce prieuré est, de nos jours, transformé en bâtiment agricole. Mais il a conservé son chœur et son abside où l'on voit sur deux impostes des ornementations en rosaces, rouelles et étoiles. À l’intérieur quelques traces de peintures laissent encore deviner la présence de fresques.

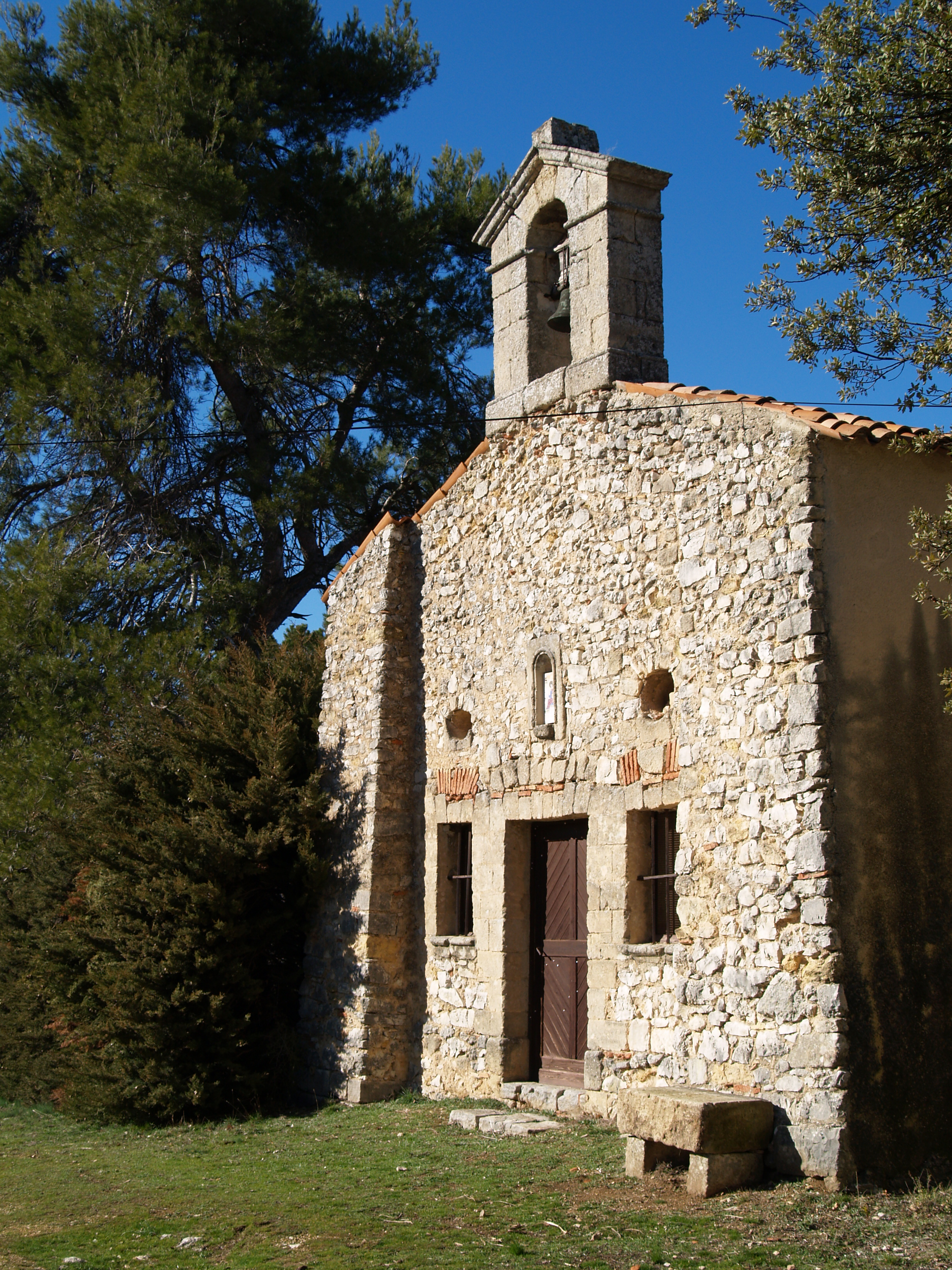
La chapelle Saint-Marc.

En 1176, les Templiers s'installèrent à Limaye – toponyme d’origine gauloise – et y bâtirent leur commanderie dont les ruines dominent encore la Ferme de Limaye. Les fouilles ont mis en évidence que leur chapelle dédiée à saint Marcel était «occidentée». Leur second grand domaine eut pour centre Notre-Dame-de-la-Cavalerie, à la fin du XIIe siècle. L’église Saint-Pierre-ès-Liens, en partie rupestre, date de cette période.
Le terroir de La Bastide relevait du comté de Forcalquier au XIIe siècle. Lorsque ce comté perd son indépendance en 1209 à la mort de Guillaume II, un de ses neveux, Guillaume de Sabran tente de le relever. Après une lutte de dix ans, il passe un accord à Meyrargues le 29 juin 1220 avec Raimond Bérenger IV, comte de Provence et lui aussi héritier du comté de Forcalquier. Par cet accord, la moitié sud du comté, dont La Bastide, lui est donnée. Guillaume de Sabran conserve sa moitié de comté jusqu'à sa mort, vers 1250.
La Bastide fut fondée en 1253 (l'acte de fondation porte : in Bastida Jordanorum) à l’instigation des Jourdan qui en restèrent les seigneurs jusqu’au XIVe siècle. La chapelle Saint-Lambert est contemporaine de cette fondation puisque datée de 1274. L’acte qui la cite la situe « en la Bastida del Jordans ».
Du XIIIe au XIVe siècle, les suzerains successifs furent le comte de Forcalquier, le marquis des Baux, le comte de Provence puis le comte de Sault. La seigneurie fut en définitive rattachée à la viguerie de Forcalquier.
Des remparts du XIVe, il ne reste que deux portes et l'on sait qu'au XVIe, un château succéda au vieux « castellum » du XIIIe siècle. Sa tour actuelle a été restaurée régulièrement du XVIIe au XIXe siècle.
En 1331, Guillaume Jordani, chevalier, était habitant et seigneur principal de La-Bastide-des-Jourdans[réf. incomplète]. Il était le descendant d'une famille de chevaliers présente dans l'entourage de Raymond-Bérenger V[réf. incomplète]. À cette époque, ce dernier donna à Pierre et Féraud Jordani la Bastide-des-Jourdans.
En 1378, la Bastide des Jourdans fit partie des seigneuries provençales confisquées par la reine Jeanne à son beau-frère François des Baux en révolte contre elle dans le royaume de Naples. La comtesse de Provence l’inféoda alors à Hugues de Riez puis la Bastide revint à Raymond II d’Agoult en 1385.

### Époque moderne
Le seul événement marquant des guerres de Religion fut l'occupation du village, en 1589, par les troupes du duc de Savoie pour le compte de la Ligue.
Au XVIIIe siècle, le domaine « templier » de la Cavalerie fut remis en culture par quinze « Frères Laboureurs ». Ces religieux le quittèrent lors de la Révolution. Il fut à nouveau mis en valeur entre 1840 et 1880 par des moines qui l'abandonnèrent pour aller s'installer dans l'abbaye de Sénanque.
Le 12 août 1793 fut créé le département de Vaucluse, constitué des districts d'Avignon et de Carpentras, mais aussi de ceux d'Apt et d'Orange, qui appartenaient aux Bouches-du-Rhône, ainsi que du canton de Sault, qui appartenait aux Basses-Alpes.

## Politique et administration

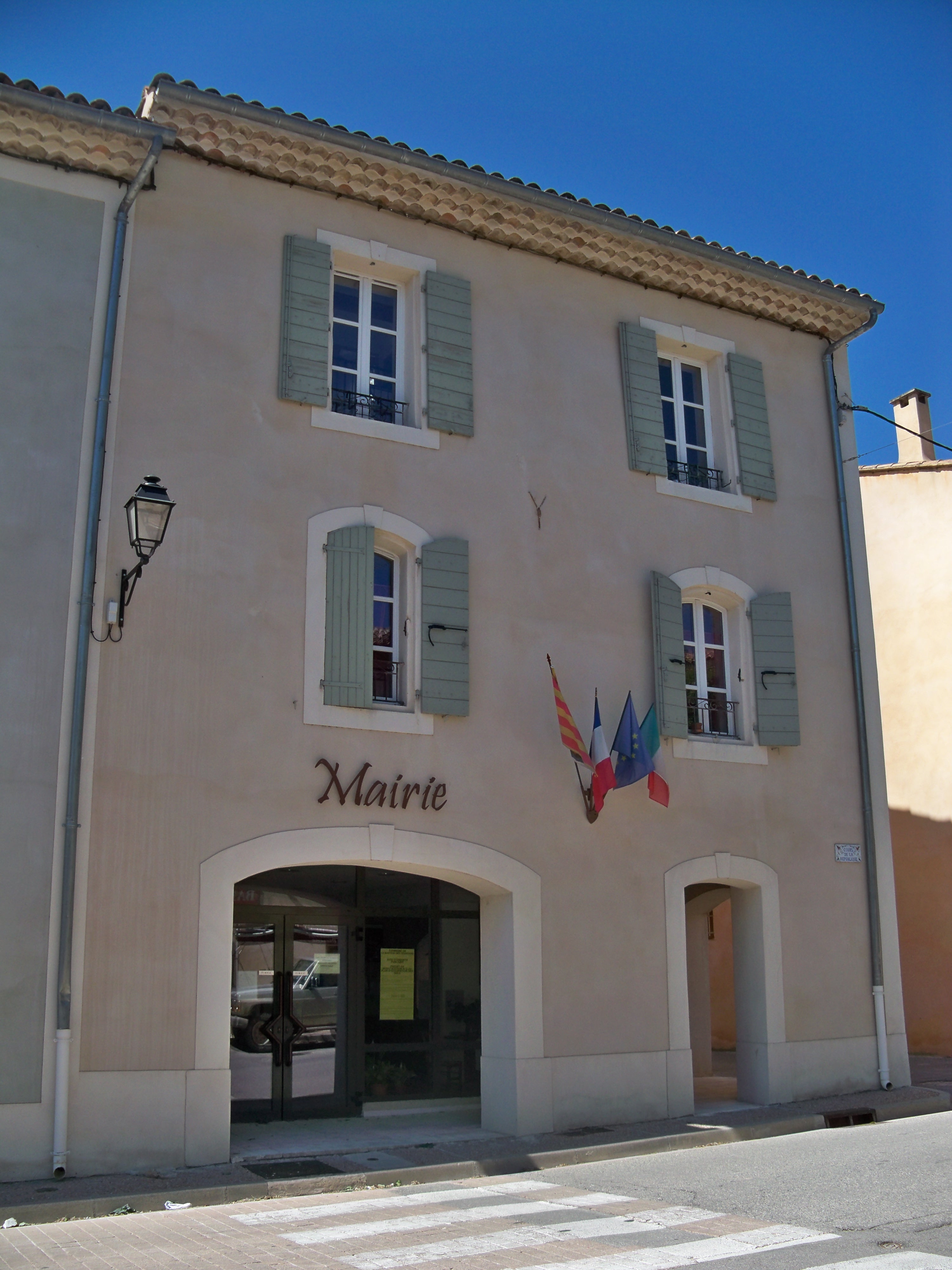
Mairie de La Bastide-des-Jourdans.

### Liste des maires
| Période                                  | Période   | Identité                | Étiquette | Qualité |
| ---------------------------------------- | --------- | ----------------------- | --------- | ------- |
| Les données manquantes sont à compléter. |           |                         |           |         |
| 1792                                     | 1795      | Joseph Aubert           |           |         |
| 1795                                     | 1797      | Joseph Escoffier        |           |         |
| 1797                                     | 1800      | Joseph Aubin Liautaud   |           |         |
| 1800                                     | 1806      | Antoine Masset          |           |         |
| 1806                                     | 1808      | Pierre Martin           |           |         |
| 1808                                     | 1813      | Jean François Ribbe     |           |         |
| 1813                                     | 1823      | Joseph Xavier Clapier   |           |         |
| 1823                                     | 1824      | Louis Clapier           |           |         |
| 1824                                     | 1830      | Étienne Lachaud         |           |         |
| 1830                                     | 1832      | Aubin Liautaud          |           |         |
| 1832                                     | 1843      | Alexis Garcin           |           |         |
| 1843                                     | 1847      | Joseph Irénée Clapier   |           |         |
| 1847                                     | 1855      | Jean Joseph Aubert      |           |         |
| 1855                                     | 1865      | Joseph Alphonse Clapier |           |         |
| 1865                                     | 1866      | Louis Garcin            |           |         |
| 1866                                     | 1866      | Adolphe Agnel           |           |         |
| 1866                                     | 1870      | François RIbbe          |           |         |
| 1870                                     | 1871      | Hippolyte Garcin        |           |         |
| 1871                                     | 1871      | Philothée Genty         |           |         |
| 1871                                     | 1871      | François Ribbe          |           |         |
| 1871                                     | 1879      | Étienne Ricard          |           |         |
| 1879                                     | 1884      | Bénonin Clapier         |           |         |
| 1884                                     | 1888      | Louis Ver               |           |         |
| 1888                                     | 1896      | François Cotholendy     |           |         |
| 1896                                     | 1900      | Victorin Isnard         |           |         |
| 1900                                     | 1902      | Ferdinand Dupont        |           |         |
| 1902                                     | 1919      | Victor Barriol          |           |         |
| 1919                                     | 1971      | Edouard Arniaud         |           |         |
| 1971                                     | mars 2001 | Francis Arniaud         | DVG       |         |
| Mars 2001                                | Juin 2020 | Michel Ruffinati        | DVG       |         |
| Juin 2020                                | En cours  | Séverine Maugan-Curnier |           |         |

### Instances administratives et juridiques
La Bastide-des-Jourdans est une des quatorze communes du canton de Pertuis qui totalise 32 492 habitants en 2006. Le canton fait partie de l'arrondissement d'Apt depuis 1801 (sauf de 1926 à 1933 où ce fut Cavaillon) et de la cinquième circonscription de Vaucluse depuis 2010 (avant l'ordonnance n° 2009-935 du 29 juillet 2009 elle appartenait à la deuxième circonscription de Vaucluse). La Bastide-des-Jourdans fait partie du canton de Pertuis depuis 1801 après avoir été chef-lieu du canton de La Bastide-des-Jourdans de 1793 à 1801.
La Bastide-des-Jourdans fait partie de la juridiction d’instance d’Apt, mais du greffe détaché Pertuis, et de grande instance, de prud'hommale, de commerce et d'affaires de Sécurité sociale d’Avignon.

### Politique environnementale
Collecte et traitement des déchets des ménages et déchets assimilés et protection et mise en valeur de l'environnement dans le cadre de la communauté de communes Luberon-Durance.
La commune, de par la communauté de communes, fait partie du syndicat mixte intercommunautaire pour l'étude, la construction et l'exploitation d'unités de traitement des ordures ménagères de la région de Cavaillon (Sieceutom).
La commune fait partie du syndicat intercommunal à vocations multiples (SIVOM) Durance-Luberon qui est un établissement public de coopération intercommunale (EPCI) qui regroupe 21 communes des 23 communes (Lourmarin et Vaugines n'en font pas partie) des deux cantons de Pertuis et de Cadenet a pour compétence la distribution de l'eau et l'assainissement. Il a été créé en 1989 par transformation du syndicat intercommunal créé en 1946 mais qui n'avait comme compétence que la distribution de l'eau. Il comprend 42 membres (deux par commune). Son président est Maurice Lovisolo (vice-président du conseil général de Vaucluse). Le prix de l'assainissement est variable dans chaque commune (à cause de la surtaxe communale) alors que celui de l'eau est identique.

### Fiscalité
| Taxe                                                | Part communale | Part intercommunale | Part départementale | Part régionale |
| --------------------------------------------------- | -------------- | ------------------- | ------------------- | -------------- |
| Taxe d'habitation (TH)                              | 7,09 %         | 0,19 %              | 7,55 %              | 0,00 %         |
| Taxe foncière sur les propriétés bâties (TFPB)      | 10,12 %        | 0,25 %              | 10,20 %             | 2,36 %         |
| Taxe foncière sur les propriétés non bâties (TFPNB) | 33,10 %        | 0,65 %              | 28,96 %             | 8,85 %         |
| Taxe professionnelle (TP)                           | 00,00 %        | 20,36 %             | 13,00 %             | 3,84 %         |

La part régionale de la taxe d'habitation n'est pas applicable.
La taxe professionnelle est remplacée en 2010 par la cotisation foncière des entreprises (CFE) portant sur la valeur locative des biens immobiliers et par la contribution sur la valeur ajoutée des entreprises (CVAE) (les deux formant la contribution économique territoriale (CET) qui est un impôt local instauré par la loi de finances pour 2010).

## Population et société

### Démographie
Le recensement de 1826, qui ne serait qu'une réactualisation de celui de 1821, n'a pas été retenu.

Le recensement de 1871 a été, pour cause de guerre, repoussé à l'année 1872.

Le recensement de 1941, réalisé selon des instructions différentes, ne peut être qualifié de recensement général, et n'a donné lieu à aucune publication officielle.

Les résultats provisoires du recensement par sondage annuel réalisé en 2004, 2005 et 2006 selon les communes sont tous, par convention, affichés à 2006.
L'évolution du nombre d'habitants est connue à travers les recensements de la population effectués dans la commune depuis 1793. Pour les communes de moins de 10 000 habitants, une enquête de recensement portant sur toute la population est réalisée tous les cinq ans, les populations de référence des années intermédiaires étant quant à elles estimées par interpolation ou extrapolation. Pour la commune, le premier recensement exhaustif entrant dans le cadre du nouveau dispositif a été réalisé en 2007.

En 2022, la commune comptait 1 723 habitants, en évolution de +14,33 % par rapport à 2016 (Vaucluse : +1,73 %, France hors Mayotte : +2,11 %).
| 1793 | 1800 | 1806 | 1821 | 1831 | 1836 | 1841 | 1846 | 1851 |
| ---- | ---- | ---- | ---- | ---- | ---- | ---- | ---- | ---- |
| 811  | 850  | 839  | 783  | 805  | 855  | 804  | 808  | 891  |

| 1856 | 1861 | 1866 | 1872 | 1876 | 1881 | 1886 | 1891 | 1896 |
| ---- | ---- | ---- | ---- | ---- | ---- | ---- | ---- | ---- |
| 916  | 921  | 844  | 813  | 811  | 709  | 625  | 596  | 561  |

| 1901 | 1906 | 1911 | 1921 | 1926 | 1931 | 1936 | 1946 | 1954 |
| ---- | ---- | ---- | ---- | ---- | ---- | ---- | ---- | ---- |
| 559  | 546  | 509  | 410  | 446  | 460  | 463  | 451  | 463  |

| 1962 | 1968 | 1975 | 1982 | 1990 | 1999 | 2006  | 2007  | 2012  |
| ---- | ---- | ---- | ---- | ---- | ---- | ----- | ----- | ----- |
| 471  | 522  | 540  | 597  | 814  | 964  | 1 211 | 1 241 | 1 328 |

| 2017  | 2022  | - | - | - | - | - | - | - |
| ----- | ----- | - | - | - | - | - | - | - |
| 1 566 | 1 723 | - | - | - | - | - | - | - |

### Enseignement
Administrativement : école primaire Edouard-Arniaud à La Bastide-des-Jourdans, collège Albert-Camus à La Tour-d'Aigues, puis lycée Val-de-Durance à Pertuis (enseignement général). Il y a également le Centre Forestier de la région Provence-Alpes Côte d'Azur (pôle de formation Arbres Forêts Bois).

### Sports
Possibilité de faire des randonnées pédestres.
Tennis (terrains de tennis en mauvais état).

### Santé
Pour les urgences et l'hôpital, La Bastide-des-Jourdans dépend de celui de Pertuis ou de celui de Manosque.

### Cultes
Catholique (église).

## Économie

### Agriculture
La commune produit des vins Côtes-du-luberon. Les vins qui ne sont pas en appellation d'origine contrôlée (AOC) peuvent revendiquer, après agrément, le label Vin de pays d'Aigues.

### Tourisme
Comme l'ensemble des communes du Luberon, le tourisme joue un rôle, directement ou indirectement, dans l'économie locale.
On peut considérer trois principales sortes de tourisme en Luberon. Tout d'abord, le tourisme historique et culturel qui s'appuie sur un patrimoine riche des villages perchés ou sur des festivals. Ensuite, le tourisme détente qui se traduit par un important développement des chambres d'hôtes, de l'hôtellerie et de la location saisonnière, par une concentration importante de piscines et par des animations comme des marchés provençaux. Enfin, le tourisme vert qui profite des nombreux chemins de randonnées et du cadre protégé qu'offrent le Luberon et ses environs.
La commune dispose d'un office de tourisme, d'un hôtel restaurant, des gites et de locations saisonnières.

## Culture locale et patrimoine

### Lieux et monuments

#### Patrimoine civil

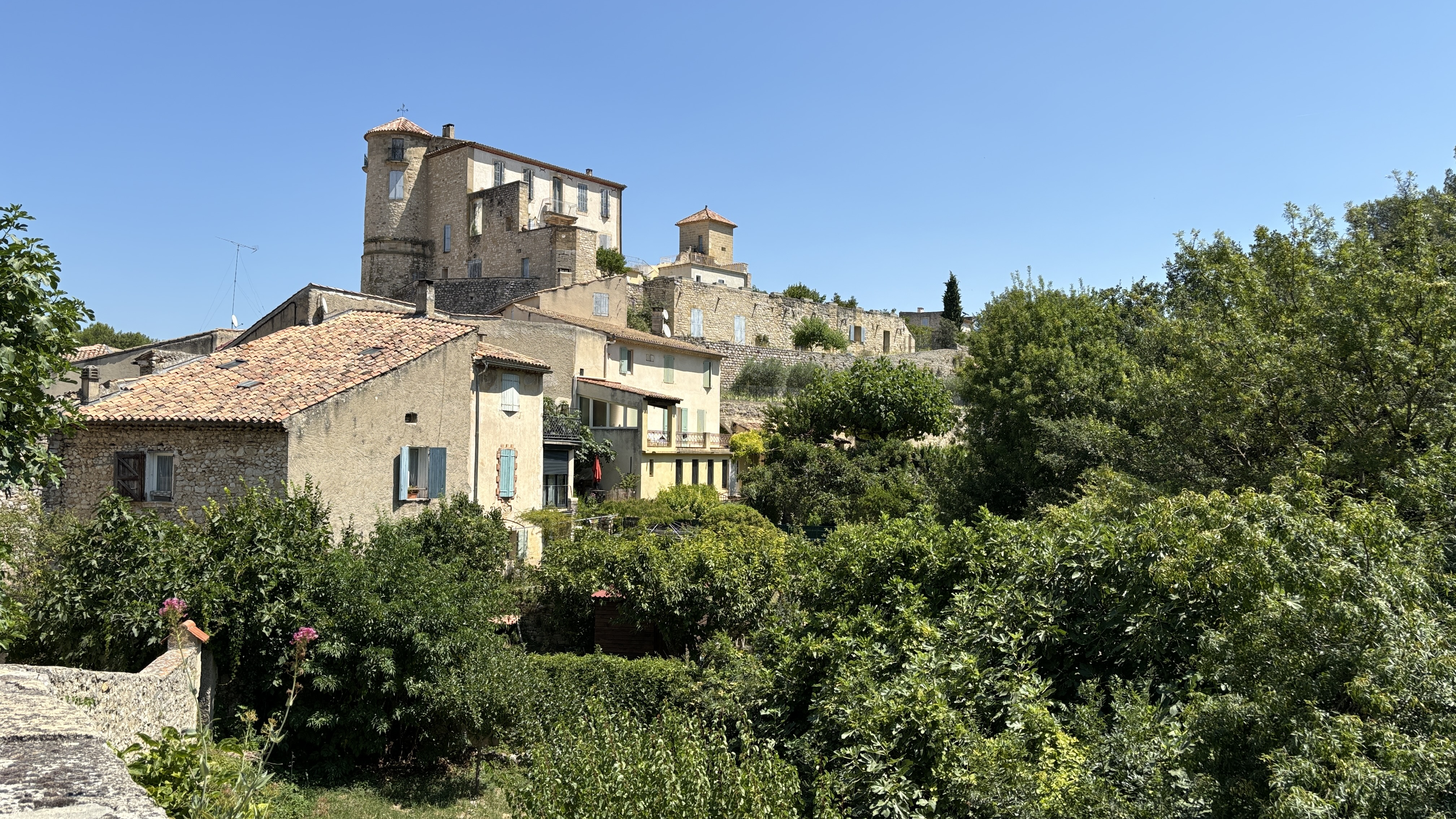
La bastide.

- Du château-fort des seigneurs de Limaye du XIIIe siècle, il reste une motte au lieu-dit Limaille sur la hauteur dominant le village. La tour cylindrique en ruine possède encore un rez-de-chaussée voûté en coupole. La chapelle est classée depuis le 21 février 1989[38].
- De la première enceinte fortifiée du village, édifiée entre 1375 et 1388 il ne reste qu'une partie de courtine près du château
- Le colombier du château pourrait être une tour d'angle du temps de la première enceinte reconvertie.
- De la seconde enceinte fortifiée construite avant 1574, il ne reste plus que la porte de Fiol et au nord des restes de remparts et deux anciennes portes. En 1838, subsistaient en plus trois tours rondes et trois portes.
- Plusieurs fontaines : la fontaine de la Jeanne construite en 1792 ou 1793, la fontaine-lavoir dite la Font Vieille reconstruite en 1825, la fontaine édifiée en 1845 à qui une colonne et un buste ont été rajoutés en 1881.
- Colonne (fontaine) avec statue sur la place de la Mairie.
- Au lieu-dit Limaille mentionné en 1027 Limaye ou Limaille un château au plan en éventail et un bourg castral étaient établis près du col et du nœud routier. Il comptait quinze feux en 1315 et a été abandonné avant 1375.
- Au lieu-dit Châteauneuf ou Notre-Donne l'actuelle bastide est sur le site d'un bourg castral du XIIIe siècle à plan en éventail comportant le château-fort, le bourg castral et l'église paroissiale Notre-Dame.
- Chapelle Notre-Dame classée depuis le 30 septembre 1942[39].
- La porte du Fiol, vestige de la seconde enceinte datée du XVIe siècle, mérite une halte[40].

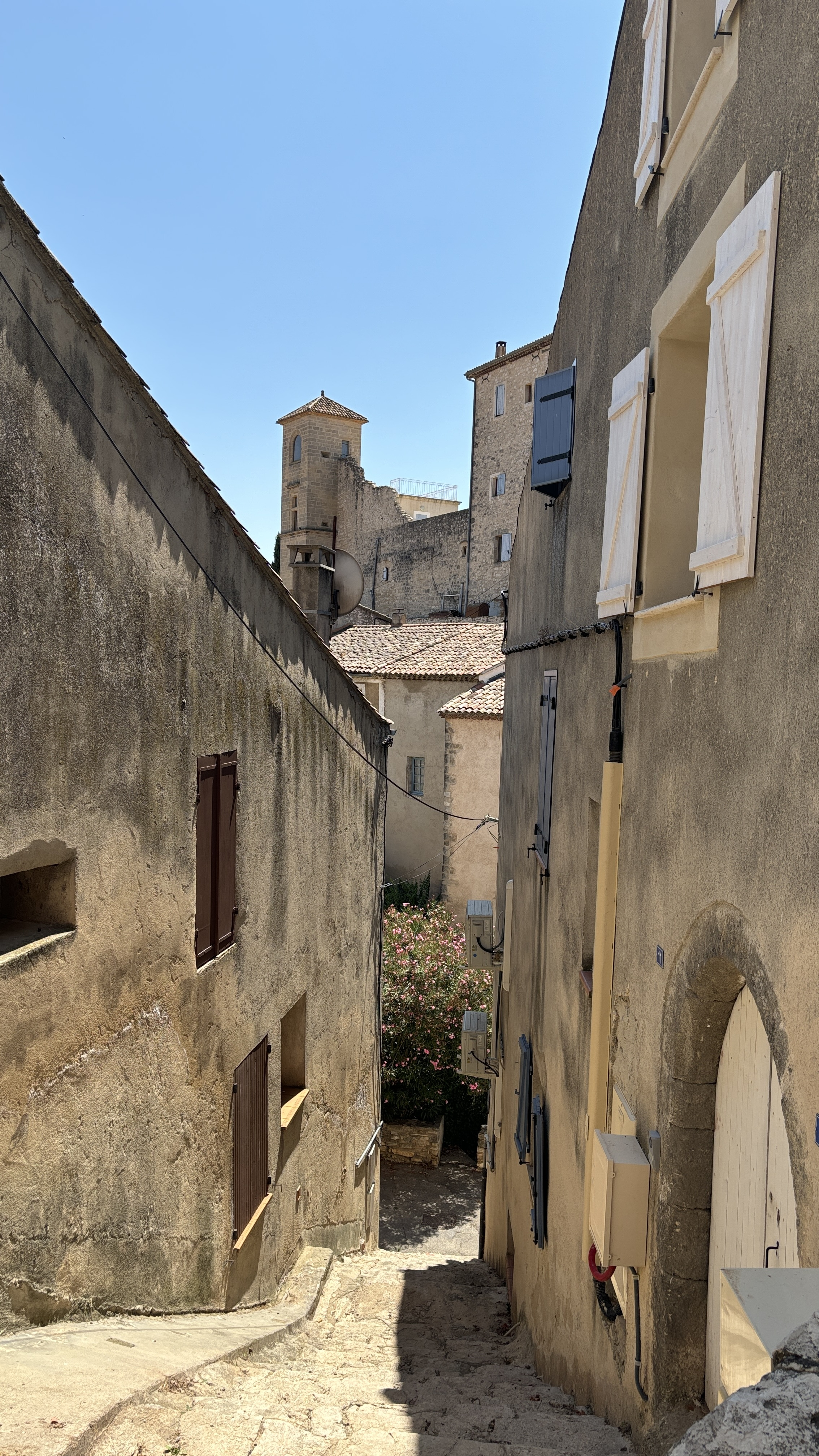
Ruelle.
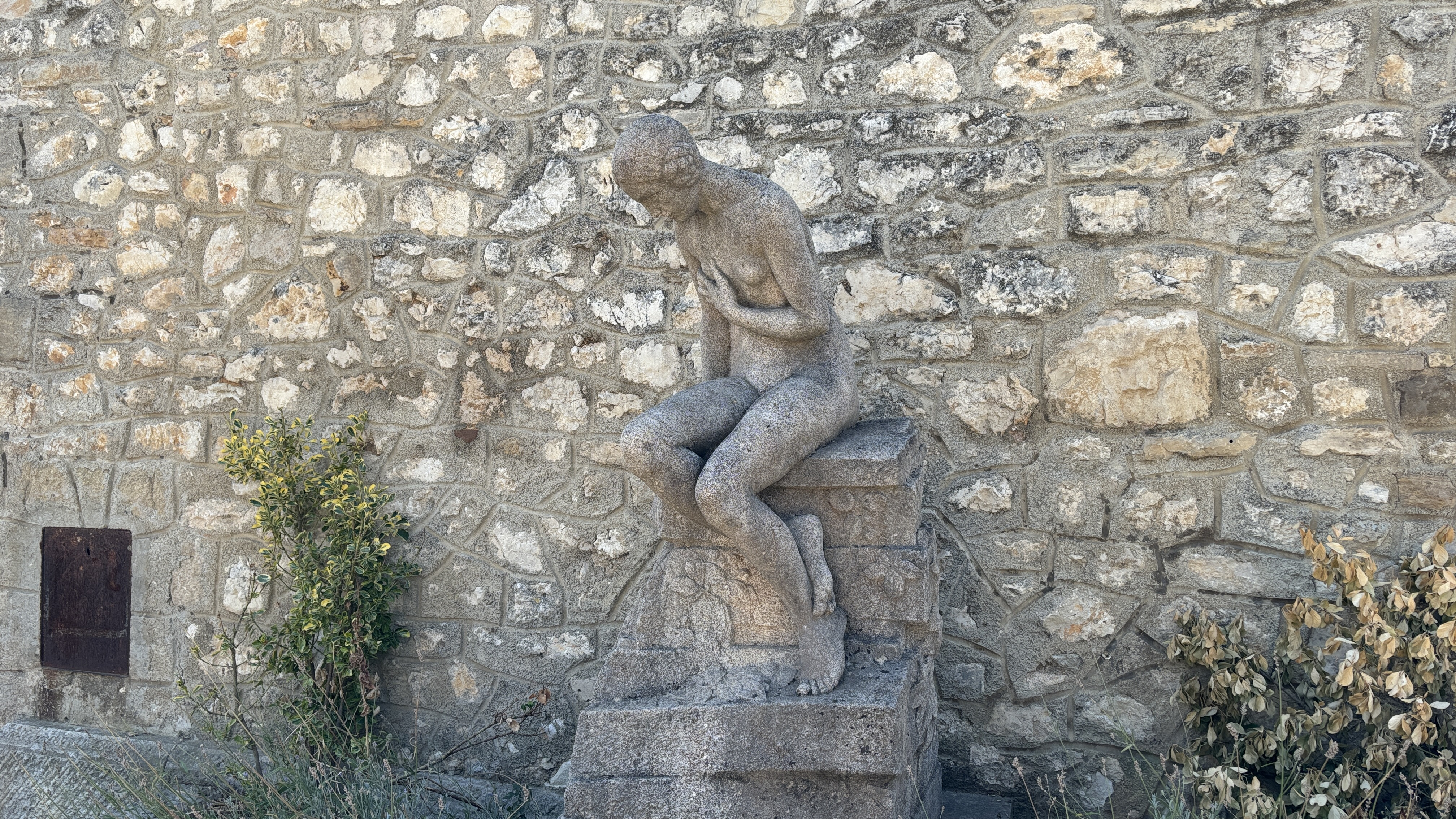
Statue de l'adolescente.
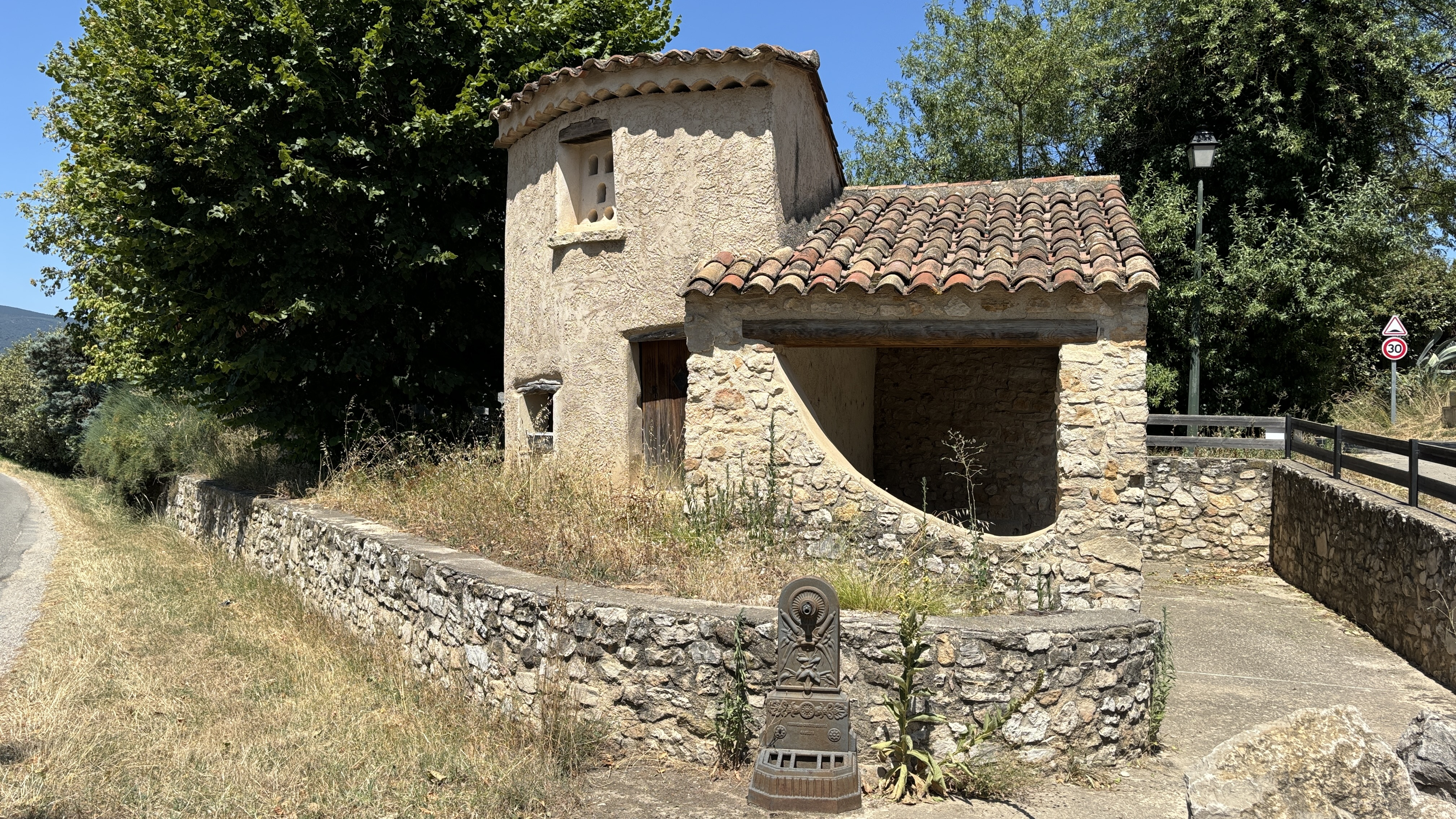
Pigeonnier.
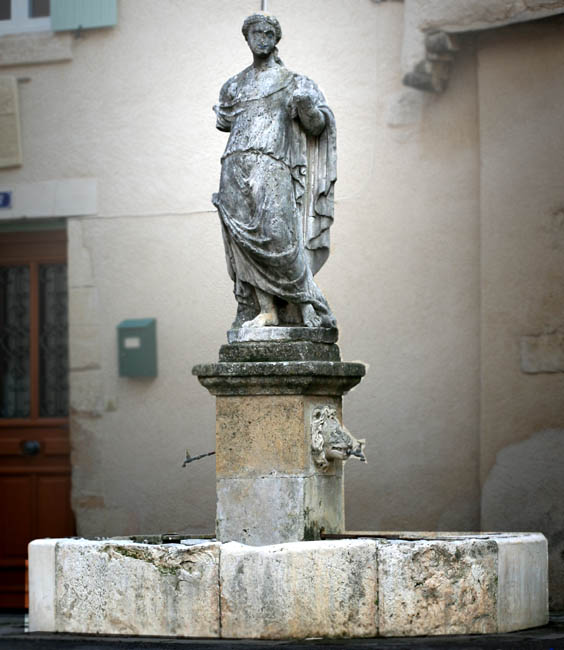
L'une des fontaines.
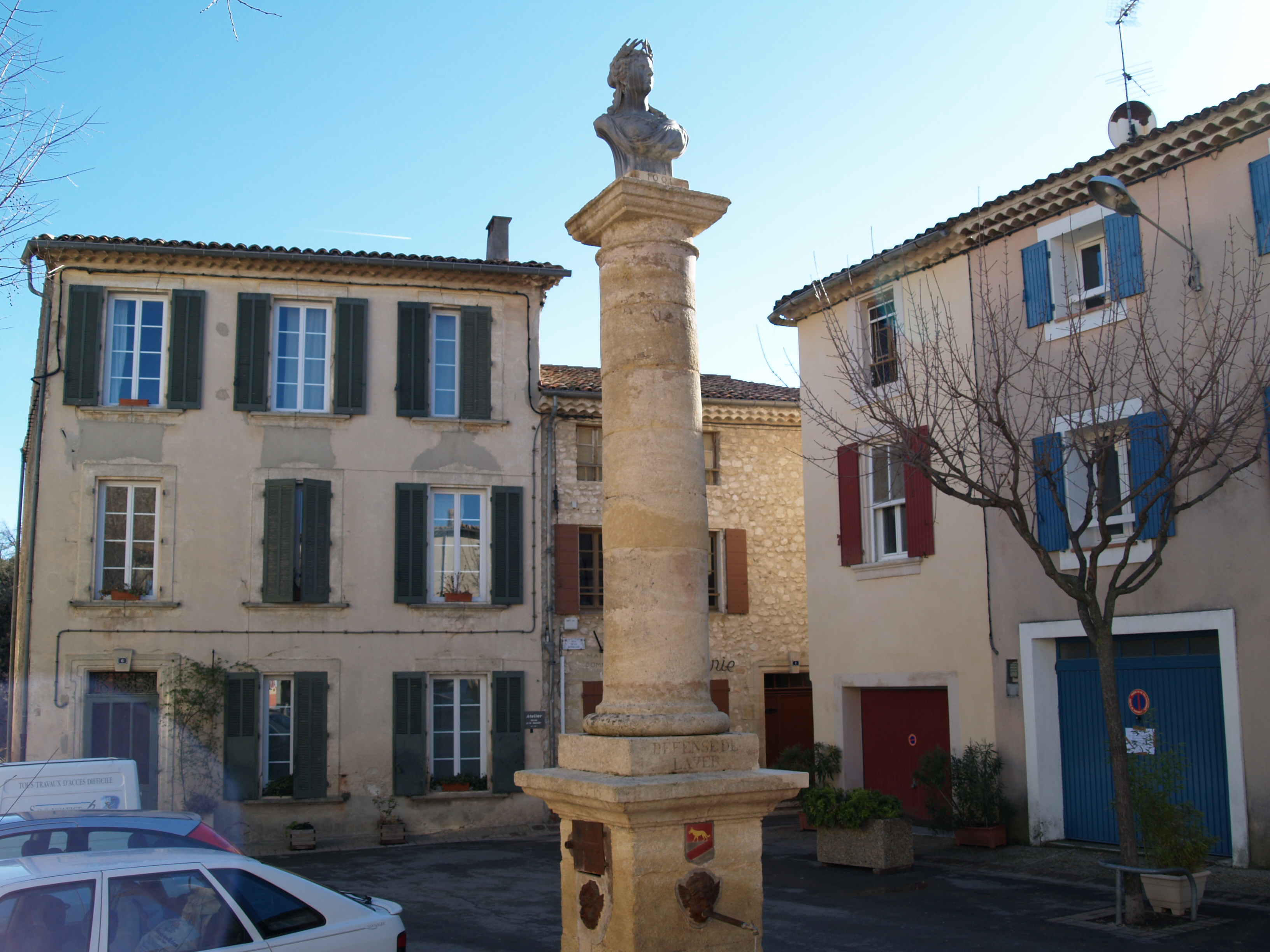
Fontaine à colonne - Place de la mairie.

#### Patrimoine religieux
- Chapelle Notre-Dame de la Cavalerie de Limaye : la commanderie de Templiers au lieu-dit la Cavalerie de Limaye mentionnée à partir de 1176, abandonnée puis mis en fermage à partir de 1503. Devenue Notre-Dame-de-la-Retraite grâce aux ermites de Saint-Hilaire en 1706. Elle comporte une nef unique avec abside en cul-de-four.
- L'église Paroissiale Notre-Dame fondée au XIIIe siècle avec une nef de trois travées voûtées en berceau brisé, puis ajout vers 1343 d'une chapelle latérale au nord et d'un clocher-mur à trois baies, et vers 1500 d'une chapelle latérale au sud, puis entre 1672 et 1674, construction du collatéral nord par les maçons Jean Delestic et Michel Féraud.
- Le prieuré de bénédictins Saint-Marcel de Limaye situé au lieu-dit les Canards est un prieuré rural, dont la construction a débuté au XIIe siècle dont il ne reste que l'église à nef unique et abside en cul-de-four.
- Le prieuré de bénédictins Saint-Pierre-de-Pomerol situé au lieu-dit Plan de Saint-Pierre est un prieuré rural dont il ne reste que l'église, la chapelle Saint-Pierre de Pomerols et un pigeonnier circulaire accolé au chevet.
- Chapelle Saint-Marc.
- Église Saint-Pierre-ès-Liens de La Bastide-des-Jourdans.
- Église Notre-Dame-des-Amandiers de La Bastide-des-Jourdans. Elle est inscrite à l'Inventaire général du patrimoine culturel[41].
- Église Notre-Dame de Limaye de La Bastide-des-Jourdans. Elle est inscrite à l'Inventaire général du patrimoine culturel[42].
- Chapelle Notre-Dame-de-la-Consolation.

### Personnalités liées à la commune
Marcel Marius Louis Clapier, né le 14 mai 1888 à La Bastide-des-Jourdans (Vaucluse) et décédé au même lieu le 21 septembre 1981, était un haut fonctionnaire et magistrat français.
Issu d'une famille d'agriculteurs et d'artisans de La Bastide-des-Jourdans, il épouse Jeanne Marie Emilie Anastay en 1914 à Avignon.
Durant la Première Guerre mondiale, il est mobilisé et gravit les échelons jusqu'au grade de capitaine d'infanterie. Il est cité à trois reprises pour bravoure, notamment pour avoir secouru un commandant blessé sous le feu ennemi, ce qui lui vaut la Croix de Guerre avec palmes et le grade de Chevalier de la Légion d'Honneur en 1918.
Après la guerre, il entame une carrière dans la haute fonction publique. Il occupe divers postes importants, notamment :
•	Rédacteur à la préfecture de Vaucluse
•	Secrétaire général du conseil général de Vaucluse
•	Chef de cabinet de plusieurs ministres, dont Édouard Daladier (à plusieurs reprises, notamment à la Guerre, aux Travaux Publics, à l'Instruction Publique et à la Présidence du Conseil) et Paul Painlevé (à la Guerre).
Il est nommé Conseiller référendaire à la Cour des Comptes en 1933, puis Conseiller maître en 1939. Durant la Seconde Guerre mondiale, il participe à la Résistance après avoir occupé des fonctions au sein de différents ministères, dont les Affaires Étrangères et la Marine Marchande. Après la guerre, il poursuit sa carrière à la Cour des Comptes, où il préside notamment la Cinquième chambre, dédiée au contrôle des comptes des hôpitaux publics et des organismes de sécurité sociale. Il est reconnu pour son travail rigoureux et son approche novatrice du contrôle des comptabilités administratives.
Il est élevé au grade de Grand Officier de la Légion d'Honneur en 1958 et prend sa retraite la même année.
Il est également l'auteur d'un livre sur son village natal : La Bastide des Jourdans (1966). Le stade municipal d'Orange porte son nom.
En résumé, Marcel Clapier fut un homme aux multiples facettes : un militaire courageux, un haut fonctionnaire dévoué, un magistrat rigoureux et un auteur attaché à ses racines.
Sources : https://www.ccomptes.fr/fr/biographies/clapier-marcel-marius-louis

### Héraldique
| Blason de La Bastide-des-Jourdans | Blason  | Coupé : au 1er, de gueules au loup passant d'or ; au 2d, d'argent à la barre de gueules. |
| Blason de La Bastide-des-Jourdans | Détails | Le statut officiel du blason reste à déterminer.                                         |